# Cabañas de Ebro
Cabañas de Ebro (aragónul Cabanyas d'Ebro) település Spanyolországban,  Zaragoza tartományban. Cabañas de Ebro Alagón, Alcalá de Ebro, Figueruelas, Pedrola és Torres de Berrellén községekkel határos. Lakosainak száma 481 fő (2024).

## Népesség
A település népessége az utóbbi években az alábbiak szerint változott:
| Lakosok száma | 544  | 522  | 537  | 558  | 553  | 536  | 501  | 505  | 491  | 481  |
|               | 2001 | 2004 | 2007 | 2009 | 2012 | 2014 | 2017 | 2019 | 2022 | 2024 |